# Vila Leopoldina
Vila Leopoldina es un distrito ubicado en la zona oeste de la ciudad de Sao Paulo, Brasil. Administrativamente, junto con los distritos de Barra Funda, Perdizes, Lapa, Jaguaré y Jaguara, pertenece a la subprefectura de Lapa. 

## Distritos limítrofes
- Jaguara (norte)
- Lapa (este)
- Alto de Pinheiros (sureste)
- Jaguaré (suroeste)
- Municipio de Osasco (oeste)